# 한국항만연수원
한국항만연수원(韓國港灣硏修院, Korea Port Training Institute)은 항만의 국제경쟁력강화와 항만산업의 발전을 위해 항만운영 전반에 대한 이론과 실무를 겸비한 교수진과 각종 실습장비를 통한 현장 중심의 교육 훈련을 위해 설립되었다. 서울특별시 성북구 보문동 7가 118번지 서광빌딩 3층 302호에 위치하고 있다.

## 설립 근거
- 항만운송사업법 제27조의3[1]

## 주요 사업
- 항만전문인력 양성을 위한 직업훈련 및 연수교육 실시
- 국내외 항만산업의 자료수집, 분석, 개발 및 보급
- 항만종사자의 전문, 기능인력 양성을 통한 실업예방으로 고용안정 도모
- 항만운송사업법에 정하는 각종 기초, 양성, 안전, 연수, 정보교육 실시
- 항만산업의 신기법 개발을 위한 연구소 설치 운영

## 연혁
- 1985년 2월 대통령 교통부 연두순시시 항만전문인력 양성 지시
- 1985년 10월 항만종사자연수원설립 기본계획 수립(해운항만청)
- 1985년 12월 노사정설립추진위원회 구성
- 1986년 7월 항만하역요금에 항만종사자 교육훈련비용 반영(교통부 승인)
- 1986년 10월 한국항만하역협회 내 교육훈련사업부 설치(연수원 설립 준비)
- 1989년 4월 사단법인 한국항만기술훈련원 설립(민법 제32조)
- 1989년 6월 인천훈련원 개원
- 1990년 9월 부산훈련원 개원
- 1995년 9월 사단법인 한국항만연수원으로 명칭 변경
- 1998년 2월 한국항만연수원 설립(항만운송사업법 제27의3: 특수법인)
- 1999년 5월 항만연수원 해산. 사단법인 한국항만연수원 설립(민법 제32조)
- 2004년 1월 사단법인 한국항만연수원 해산. 한국항만연수원 설립(항만운송사업법 제27조의3: 특수법인)

## 조직

### 총회

#### 이사회
- 이사
- 감사
- 각종위원회

##### 본부
- 기획관리부
  - 운영지원팀
  - 교육지원팀

##### 부산연수원
- 기획관리부
  - 운영지원팀
  - 실습지원팀
- 교수부
  - 교육지원팀
  - 교수연구실

##### 인천연수원
- 기획관리부
  - 운영지원팀
  - 실습지원팀

- 교수부
  - 교육지원팀
  - 교수연구실

## 같이 보기
- 해양수산부
- 인천항만공사
- 부산항만공사
- 울산항만공사
- 여수광양항만공사